# Coreia do Sul nos Jogos Olímpicos de Inverno de 1980
A Coreia do Sul competiu nos Jogos Olímpicos de Inverno de 1980, realizados em Lake Placid, Estados Unidos.